# Кузнечиха (Савинский район)
Кузнечиха — деревня в Савинском районе Ивановской области. Входит в состав Вознесенского сельского поселения.

## Население
| 1859 | 1905 | 2010 |
| ---- | ---- | ---- |
| 165  | ↗270 | ↘4   |

## Известные уроженцы
- Жаркова, Лидия Михайловна (1926—2009) — первый директор Российской государственной детской библиотеки[4].